# Placas de identificação de veículos na República Dominicana

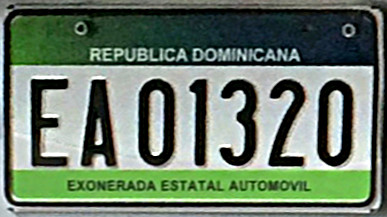
Placa de veículo estatal dominicano, emitida em 2017

As placas de identificação de veículos na República Dominicana são a forma pela qual o país insular situado nas Grandes Antilhas registra seus veículos motorizados. Tradicionalmente, as placas dominicanas são produzidas no tamanho padrão norte-americano de 6 × 12 polegadas (152 × 300 mm). 

## Galeria

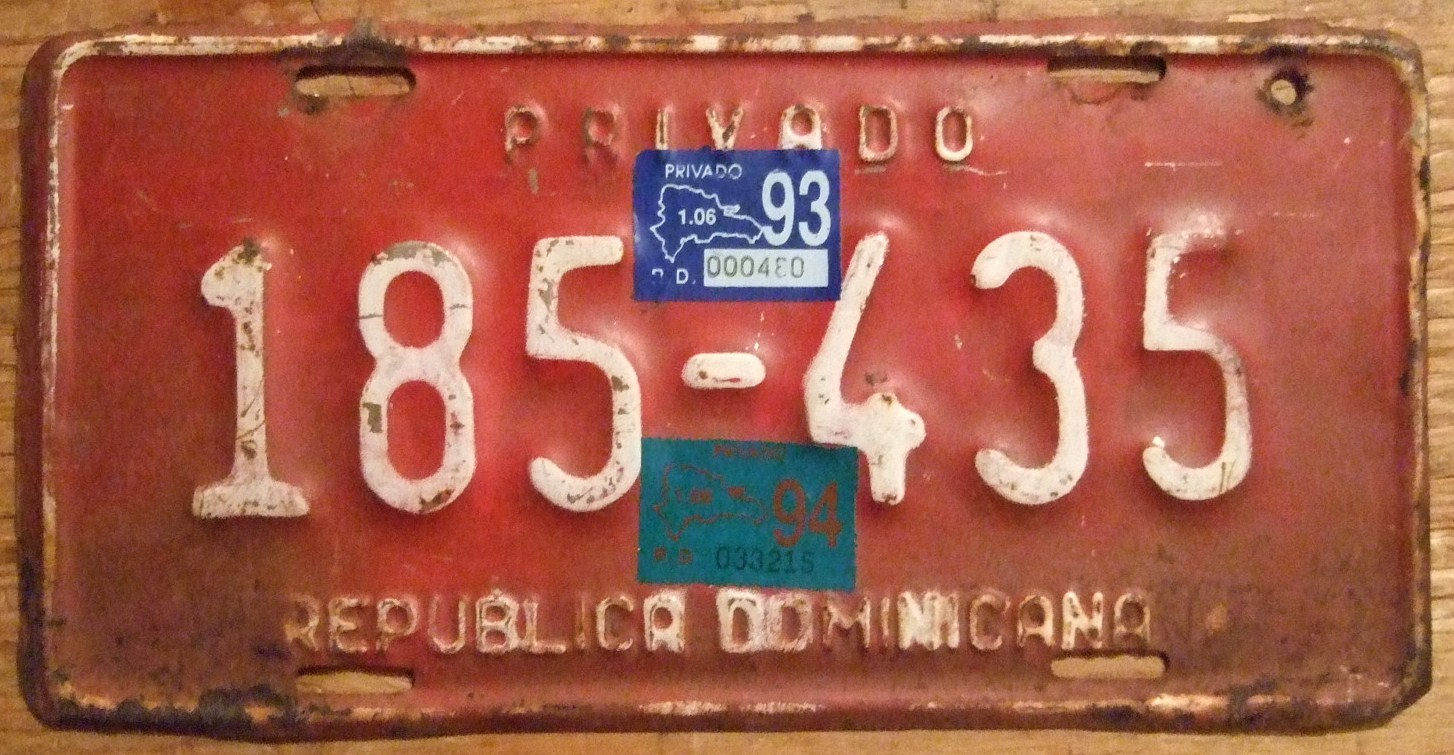
Placa antiga de veículo particular, com validações em 1993 e 1994
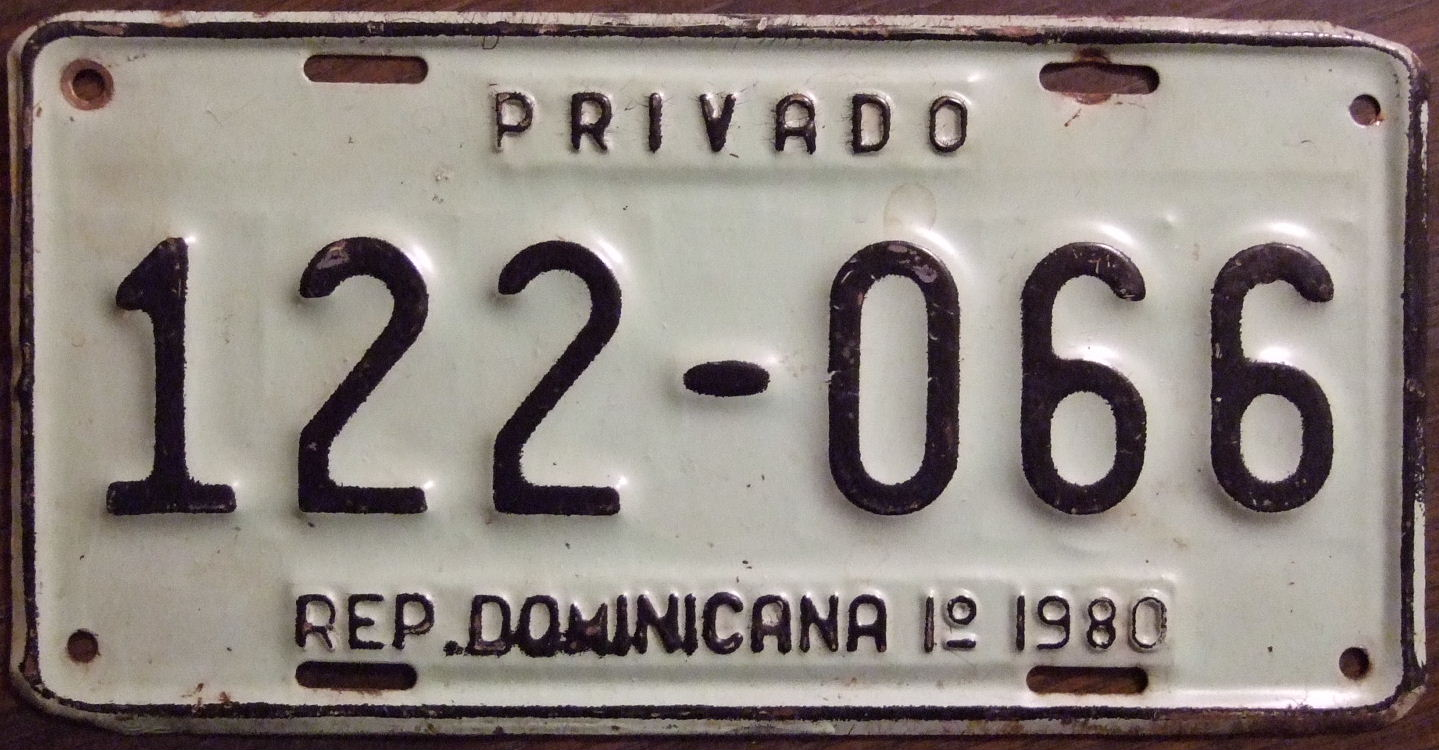
1.º semestre de 1980
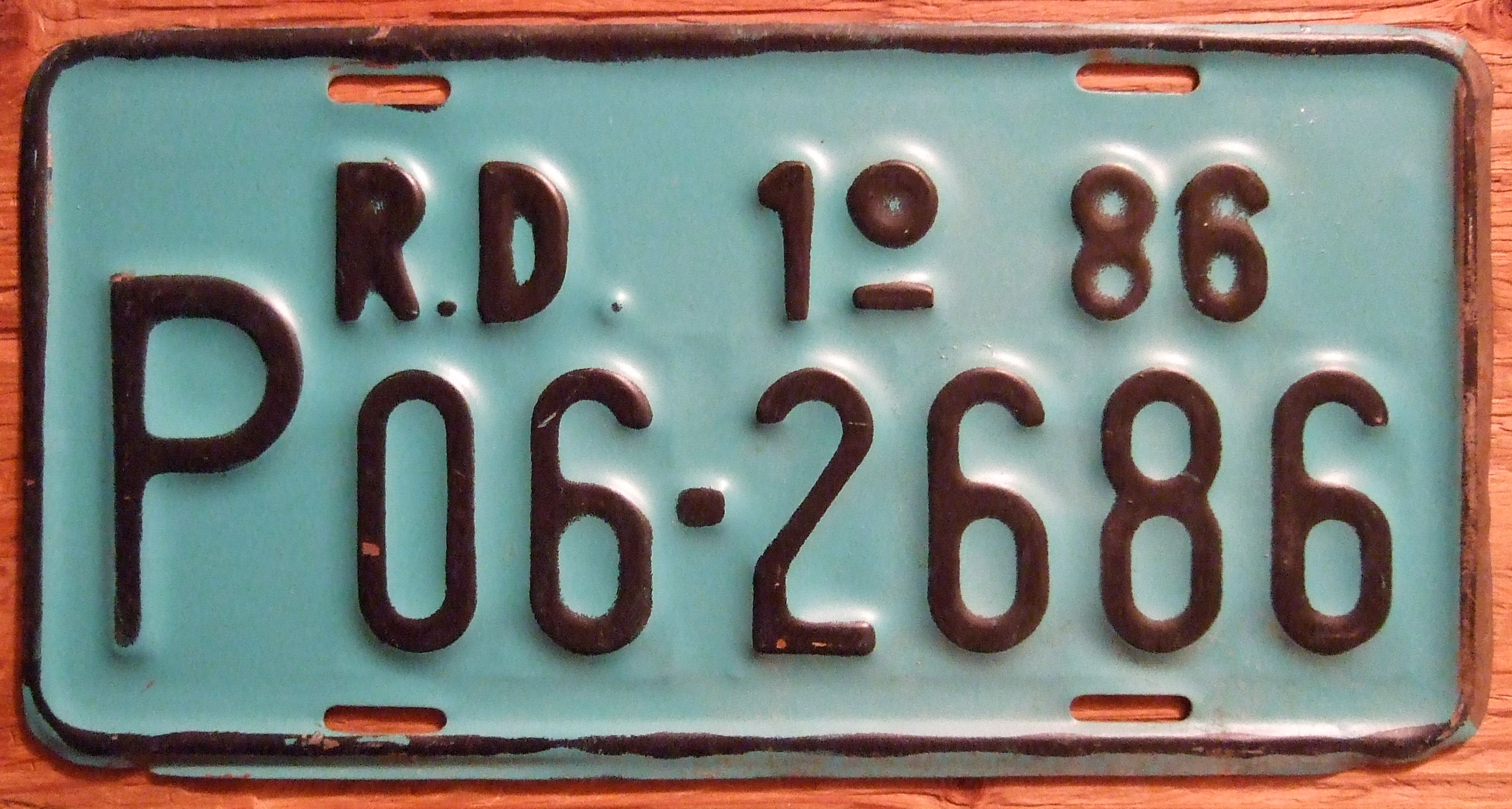
1.º semestre de 1986
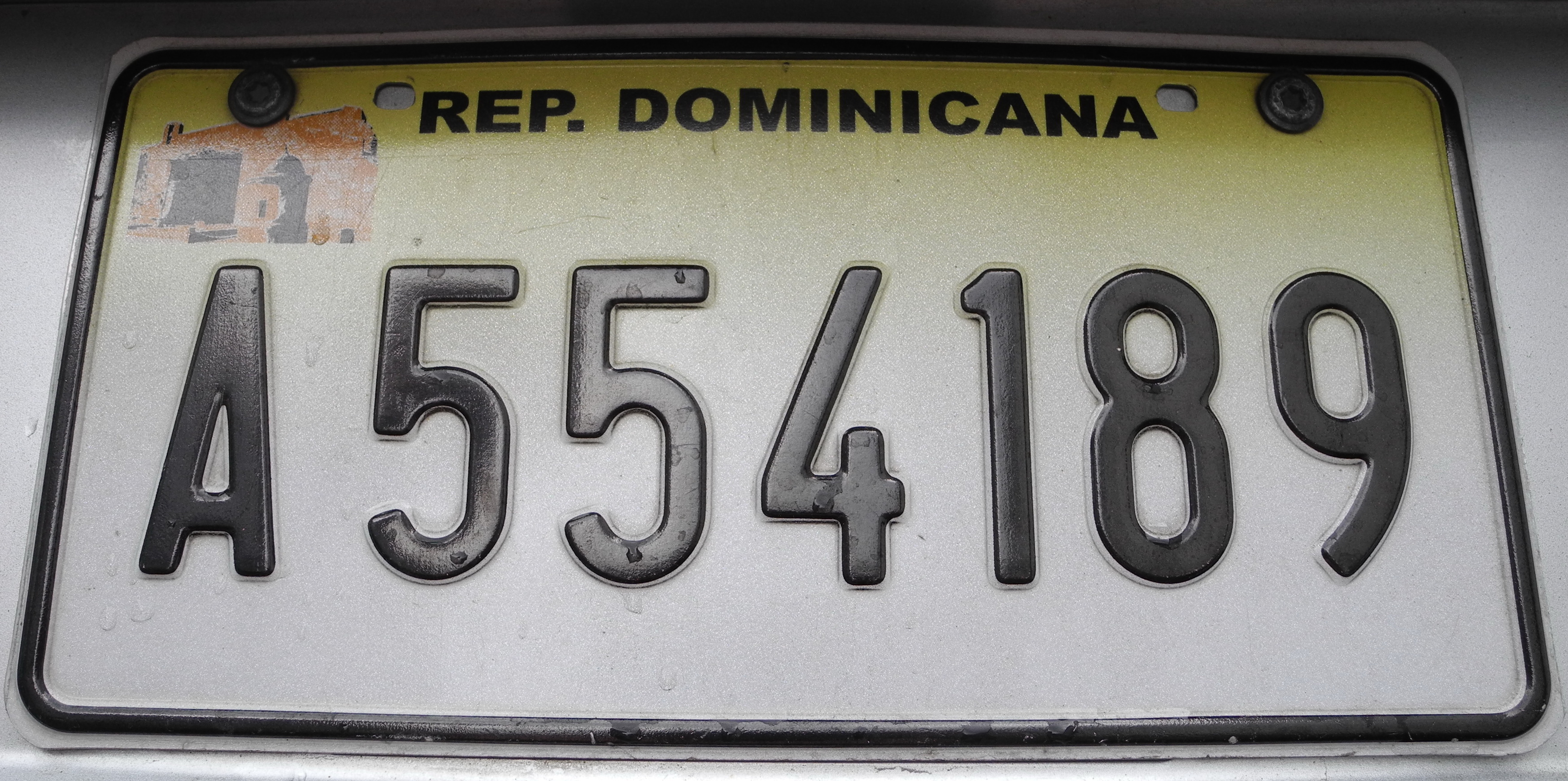
Placa comum, emitida em 2015
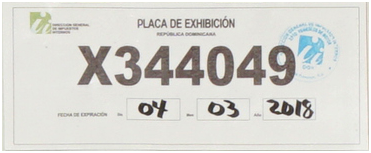
Placa temporária, emitida em 2018